# Worms Battlegrounds
Worms Battlegrounds es un videojuego de estrategia por turnos desarrollado y publicado por Team17. Fue lanzado el 30 de mayo de 2014 para PlayStation 4 y Xbox One, y es básicamente una versión para consolas de Worms Clan Wars para PC. Ubicado dentro de un museo de historia mundial, la historia de un solo jugador sigue a los gusanos del jugador en un intento de recuperar la zanahoria de hormigón de burro de Lord Crowley-Mesmer, un gusano que lo está usando para tratar de hacerse con el mundo. El juego es narrado por Tara Pinkle y Katherine Parkinson.

## Gameplay
Worms Battlegrounds como los primeros juegos de la serie, los equipos de gusanos se turnan para utilizar una variedad de armas y artículos con el fin de eliminar los equipos enemigos. Sigue usando la nueva mecánica que se introdujo en Worms Revolution, donde los jugadores podían seleccionar sus gusanos de cuatro clases diferentes: Soldier, Scout, Scientist y Heavy, que tenían diferentes estilos de juego únicos para cada clase.
El juego incluye un total de sesenta y cinco armas y utilidades, que es el mismo número utilizado en dos juegos Worms más antiguos, Worms Armageddon y Worms World Party. Entre las diez nuevas armas se encuentra una pistola teletransporadora, que se creó en respuesta a las críticas de que la cuerda ninja no era auténtica en comparación con los juegos más antiguos Worms.
La versión Xbox One permite con los Xbox SmartGlass seguir las estadísticas, mientras que la barra de luz en el controlador DualShock 4 de PlayStation 4 cambia de color dependiendo del estado del gusano del jugador. El discurso de los gusanos también puede ser escuchado a través del altavoz interno del DualShock 4.

## Contenido adicional
El primer paquete de contenido descargable adicional para Worms Battleground se tituló "Alien Invasion", y añadió varios elementos nuevos al juego. Fue lanzado en enero de 2015. El paquete agrega un nuevo modo de juego llamado 'Body Count' en el que el jugador marca puntos por matar gusanos, además de añadir más niveles de campaña para que el jugador complete. Además de esto, se agregaron nuevas armas al juego, como el Plasma Blaster, Energy Orbs y un OVNI Strike, además de agregar varios elementos nuevos personalizables para decorar los gusanos del jugador. El paquete también agregó otros cinco trofeos y logros a su lista. 'Alien Invasion' fue lanzado el 12 de enero para Xbox One y el 21 de enero para PlayStation 4.

## Recepción
Los campos de batalla Worms recibieron críticas mixtas. Tiene una puntuación Metacritic de 62/100 y 70/100 para las versiones PlayStation 4 y Xbox One respectivamente, y PlayStation 4 y Xbox One recibieron 64.81% y 70.54% respectivamente en GameRankings.